# (37831) 1998 BH36
1998 BH36 (asteroide 37831) é um asteroide da cintura principal. Possui uma excentricidade de 0.11337560 e uma inclinação de 8.89851º.
Este asteroide foi descoberto no dia 27 de janeiro de 1998 por Eric Walter Elst em Uccle.